# Pierre-Auguste Chiara
Pierre-Auguste Chiara (dit Pierre), fils de Pierre, né le 28 décembre 1882 à Lausanne et mort dans cette même ville le 20 juin 1929, est un verrier très actif en Suisse romande, auteur de nombreux vitraux réalisés en collaboration avec divers artistes. L'atelier Chiara a subsisté jusqu'à nos jours, travaillant actuellement sous la raison sociale Burlet vitraux.

## Biographie
Son père a ouvert un magasin de vitrerie à Lausanne vers 1883. Après un apprentissage de verrier dans l'entreprise Carl Wehrli à Zurich, Pierre Chiara crée en 1904 un département vitrail dans le commerce familial.
Il réalise, dans l'esprit Art nouveau, des vitraux dans de nombreuses églises de Suisse romande, travaillant avec divers artistes, notamment Alexandre Cingria.
En 1934, l'atelier Pierre Chiara, « vitraux d'art, tous styles, pour chapelles, église, monastères » publie, en collaboration avec Alexandre Cingria, un catalogue très richement illustré.  
L'atelier Chiara est très actif également dans le domaine du vitrail décoratif, ornant de ses œuvres de nombreuses vérandas, cages d'escaliers et autres verrières. Il a notamment laissé un remarquable paysage lémanique dans une véranda privée à la rue du Sablon 14, à Morges, ouvrage qui, à la suite de la démolition de cette maison, va orner le musée du Léman à Nyon.
Dans le domaine de la dalle de verre, ce sont deux ouvriers de l'atelier Chiara, Charles Brühlmann et André Stein, qui auraient reçu vers 1947 des échantillons de verre coloré coulé provenant des verreries de Saint-Just-sur-Loire, qu'ils auraient mis en œuvre dans un petit vitrail en dalle de verre. À la suite de cette expérience, ils réalisent les verrières dessinées par Paul Monnier (1907-1982) pour l'église de Collombey en Valais.

## Œuvres
- Morges, rue du Sablon 14, paysage lémanique, 1905[5].